# Церква святих Павла та Петра (Єреван)
Церква Святого Павла і Петра (вірм. Սուրբ Պողոս-Պետրոս եկեղեցի, Сурб Погос-Петрос) — зруйнована вщент вірменська церква, що стояла в єреванському кварталі Шаар.

## Історія
Церква Сурб Погос-Петрос була заснована в V-VI століттях та була однією з найдавніших церков Єревана. В 1679 році сильний землетрус зруйнував церкву, залишивши самі лише стіни, проте наприкінці XVII століття її відновили. Згідно з рішенням радянської влади церква була знесена в 1931 році, а на її місці був побудований кінотеатр «Москва».

## Архітектура
Церква Святих Павла і Петра мала сувору архітектуру і належала до типу безкупольних базилік. На східній стороні храму розташовано велику молитовну залу, де був головний вівтар. Стіни, розташовані поруч з головним вівтарем, були розмальовані фресками, виконаними в різний час. Туди можна було зайти з західної, північної і південної сторін. У 1931 році, коли церкву збиралися знести, вдалося врятувати фрески, які тепер зберігаються в різних музеях.

## Галерея

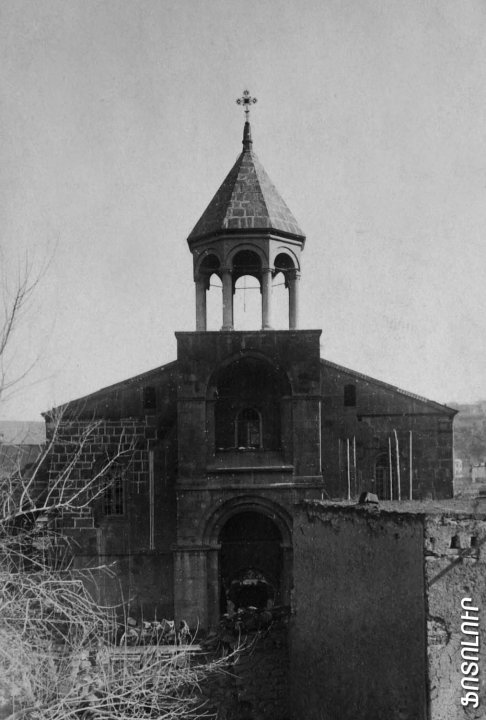
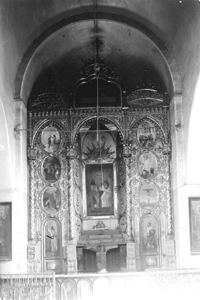